# Taleporia aphrosticha
Taleporia aphrosticha är en fjärilsart som beskrevs av Edward Meyrick 1912. Taleporia aphrosticha ingår i släktet Taleporia och familjen säckspinnare. Inga underarter finns listade i Catalogue of Life.